# Služští z Chlumu

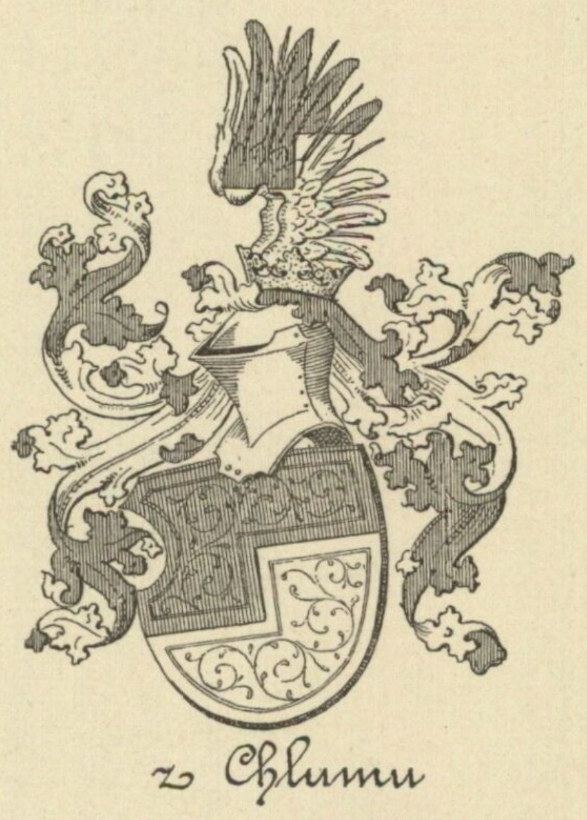
Erb Služských z Chlumu

Vladycký rod Služští z Chlumu byl rod, který vymřel v 17. století Václavem Vilémem, který mimo jiné vlastnil Tetín. Poprvé se o tomto rodu prameny zmiňují počátkem 15. století, kdy jsou zmiňováni bratři Jaroš, Jan a Hynek. Jaroš a Hynek byli v husitském období ve službách Pražanů. Za tyto služby obdrželi bratři roku 1420 obec Makotřasy. Roku 1520 získává Jan Služský z Chlumu Tuchoměřice, které si nechává zapsat do zemských desk. V průběhu let držel rod např. Psáře, Vodochody, Úholičky, Újezdec, Solopysky a další vesničky. Služští z Chlumu nezastávali žádnou významnější funkci ku prospěchu státu. Výjimkou byl však Václav Služský, který byl při korunovaci krále Maxmiliána císařem Ferdinandem I. pověřen funkcí vachmistra měst pražských.